# Luiza Gega
Luiza Gega (Dibër, 5 de noviembre de 1988) es una deportista albanesa que compite en atletismo, especialista en las carreras con obstáculos.
En los Juegos Europeos de Cracovia 2023 consiguió una medalla de oro en la prueba de 3000 m obstáculos. Ganó dos medallas en el Campeonato Europeo de Atletismo, oro en 2022 y plata en 2016.
Fue la abanderada de Albania en las ceremonias de apertura de los Juegos de Río de Janeiro 2016 y Tokio 2020.

## Palmarés internacional
| Juegos Europeos    | Juegos Europeos          | Juegos Europeos  | Juegos Europeos   |
| Año                | Lugar                    | Medalla          | Prueba            |
| ------------------ | ------------------------ | ---------------- | ----------------- |
| 2023               | Chorzów (Polonia)        | Medalla de oro   | 3000 m obstáculos |
| Campeonato Europeo |                          |                  |                   |
| Año                | Lugar                    | Medalla          | Prueba            |
| 2016               | Ámsterdam (Países Bajos) | Medalla de plata | 3000 m obstáculos |
| 2022               | Múnich (Alemania)        | Medalla de oro   | 3000 m obstáculos |